# Moustapha Niasse
Pour les articles homonymes, voir Niasse.
Moustapha Niasse (), (né le 4 novembre 1939 à Keur Madiabel) est un homme d'État sénégalais. Premier ministre en 1983 et entre 2000 et 2001, il a également été président de l’Assemblée nationale entre 2012 et 2022. Il est, depuis le 17 septembre 2022, haut représentant du président de la république du Sénégal.

## Biographie

### Études
Il poursuit ses études au lycée Faidherbe de Saint-Louis, puis à l'université de Dakar et enfin à Paris. Il est également diplômé de l’École nationale d’administration du Sénégal, dont il est sorti major de sa promotion.

### Carrière ministérielle et internationale
Après une carrière dans la haute fonction publique où il a été directeur de cabinet du président Léopold Sédar Senghor, Moustapha Niasse est nommé ministre de l'Urbanisme, de l'Habitat et de l'Environnement le 15 mars 1979 et ministre des Affaires étrangères le 19 septembre 1979, puis Premier ministre intérimaire en avril 1983 en parallèle des Affaires étrangères pour un mois.
En juin 1993, il redevient ministre des Affaires étrangères jusqu’en juillet 1998 où il est nommé représentant du secrétaire général des Nations unies dans les pays des Grands Lacs.
En 2000, il est candidat de l’Alliance des forces du progrès (AFP) à l’élection présidentielle. Il arrive en troisième position au premier tour organisé le 27 février 2000 avec 16,8 %. À la suite de la victoire d'Abdoulaye Wade, il est nommé Premier ministre. 
Le 12 juin 2002, le secrétaire général des Nations unies le nomme envoyé spécial pour aider les parties congolaises à parvenir à un accord inclusif sur le partage du pouvoir durant la transition en république démocratique du Congo.
Il est nommé en 2005, par le secrétaire général de l'ONU Kofi Annan, membre du Haut Conseil pour l'Alliance des Civilisations,.

### Candidatures présidentielles
Le 19 décembre 2006, la Coalition Alternative 2007, regroupant 10 partis politiques de l’opposition, a désigné Moustapha Niasse comme candidat pour l’élection présidentielle de 2007.
Le 25 février 2007, lors du premier tour de l'élection présidentielle (qui voit la réélection du président Wade), il obtient 203 129 voix, soit 5,93 % des suffrages exprimés, selon les résultats définitifs annoncés par le Conseil constitutionnel le 11 mars suivant.
Moustapha Niasse a également créé plusieurs entreprises dont International Trading Oil and Commodities.
Moustapha Niasse est l'un des candidats en lice pour l'élection présidentielle sénégalaise de 2012. Sa candidature est portée par la coalition Benno Siggil Senegaal composée de 49 partis politiques, mouvements citoyens et individus signataires du Pacte d'engagement éthique et démocratique.

### Carrière à l'Assemblée nationale du Sénégal
Le 30 juillet 2012, il est élu président de l’Assemblée nationale avec 126 voix sur 146 votants.
Son unique adversaire, Oumar Sarr, du Parti démocratique sénégalais (PDS, opposition) obtient 17 voix, au terme de ce scrutin sanctionné par trois bulletins nuls.
Moustapha Niasse était la tête de liste de la coalition Benno Bokk Yaakaar (BBY, mouvance présidentielle) aux élections législatives du 1er juillet 2012.
Il choisit de mettre fin à sa carrière parlementaire et ainsi de ne pas se présenter aux élections législatives de 2022[réf. nécessaire].